# Delia cerealis
Delia cerealis är en tvåvingeart som först beskrevs av David D. Gillette 1904.  Delia cerealis ingår i släktet Delia och familjen blomsterflugor. Inga underarter finns listade i Catalogue of Life.